# کودوکان (میتو)
کودوکان (انگلیسی: Kōdōkan) بزرگ‌ترین مدارس هان در دوره باکوماتسو ژاپن بود. واقع در میتو، ایباراکی، استان ایباراکی، سه ساختمان آن به عنوان ویژگی‌های مهم فرهنگی شناخته شده‌اند و این مدرسه یک مکان تاریخی ویژه است.
کودوکان، مدرسه ای حوزه ای میتو، به عنوان یکی از سیاست‌های مهم اصلاحات حکومتی این قلمرو بود که توسط توکوگاوا ناری‌آکی ترویج می‌شد، تأسیس شد.
هدف تأسیس کودوکان در «کودوکان-کی» (سوابق کودوکان) که در سال ۱۸۳۸ به نام توکوگاوا ناری‌آکی منتشر شد (تنپو ۹)، به صورت پنج اصل بیان شده است:
1. وحدت شینتویسم و کنفوسیوس
2. وحدت وفاداری (بیعت) و تقوای فرزندی
3. وحدت ادبیات و امور نظامی
4. وحدت مطالعات علمی و تجارت
5. وحدت حکومت و آموزش

مراسم افتتاحیهٔ موقت کودوکان در اوت ۱۸۴۱ (تنپو ۱۲) برگزار شد و حدود ۱۵ سال دیگر طول کشید تا مراسم افتتاحیهٔ رسمی در ماه مه ۱۸۵۷ (آنسی ۴) برگزار شود.
سامورایی‌های قلمرو و فرزندانشان در کودوکان تحصیل می‌کردند و سن پذیرش ۱۵ سال، بدون فارغ‌التحصیلی. هم بر تحصیلات علمی و هم بر هنرهای رزمی تأکید می‌شد.
مدرسه ادبی موضوعات متنوعی از جمله کنفوسیوس‌گرایی، آداب معاشرت، تاریخ، نجوم، ریاضیات، جغرافیا، شعر واکا و موسیقی را آموزش می‌داد، در حالی که مدرسه نظامی شمشیرزنی، نیزه‌زنی، جودو، علوم نظامی، سلاح گرم، سوارکاری و شنا را آموزش می‌داد. معادل یک دانشگاه جامع به معنای مدرن است.
پس از دوران آشفته باکوماتسو، کودوکان با اعلام «سیستم مدرسه» در سال ۱۸۷۲ بسته شد و به عنوان دفتر فرمانداری و ساختمان موقت مدرسه مورد استفاده قرار گرفت.
دروازه اصلی، سالن اصلی و سالن شیزن-دو که از جنگ‌های بسیاری جان سالم به در بردند، در سال ۱۹۶۴ به عنوان دارایی‌های فرهنگی مهم ژاپن تعیین شدند و ظاهر آنها از گذشته هنوز هم حفظ شده است.